# Ятрогенія

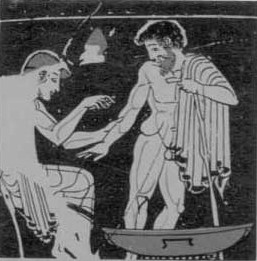
Малюнок на античній грецькій вазі: лікар пускає кров пацієнту.

Ятрогені́я (дав.-гр. ἰατρός — «медик» + дав.-гр. γενεά — «походження»; англ. Iatrogenesis) — помилкові або неадекватні дії медичного працівника, як несвідомі, так і свідомі, що призвели до виникнення захворювання, ускладнення або смерті пацієнта. Ятрогенні наслідки з'являються внаслідок будь-якої дії, в тому числі, словесної, будь-якого медичного працівника під час здійснення ним лікувальних, діагностичних або профілактичних заходів.
Також, до ятрогенії відносять захворювання або смертельні випадки, що виникають внаслідок побічної дії фармакологічних препаратів.
Ятрогенні захворювання та реакції є у переліку в Міжнародній класифікації хвороб (МКХ): тризначні рубрики, додаткові класифікації розділ Е.
Стосовно того, чи залишати термін «ятрогенія» тільки стосовно вербальної дії чи ще й інших дій медичного працівника проходить й досі дискусія у медичних колах.

## Походження терміна
Термін «ятрогенія» ввів до медичного вжитку німецький психіатр Освальд Бумке у своїй статті «Лікар як причина душевних розладів» у 1925 році.
До соціального вжитку термін як соціальне явище впровадив Іван Ілліч 1974 року.
Одною з перших, хто описав явище ятрогенії, була Флоренс Найтінгейл, яка побачила, що в лікарнях помирає більше людей, ніж людей із такими ж хворобами, які лікують у домашніх умовах.

## Особливості причинного статусу ятрогенії
Певні дослідження показують, що первинна причина небажаних або шкідливих наслідків медичної діяльності в більшості випадків не пов'язана з помилками медперсоналу, а полягає в урядовому устрої або медицини як галузі, або конкретного лікувального закладу. Ятрогенія виникає як побічне явище добрих за наміром, добре спланованих правил. Вона є продуктом владних структур та певних систем винагород, а не індивідуальних примх.

## Класифікація ятрогенії
Класифікація за Міжнародним класифікатором хвороб. Класифікацію ятрогеній розроблену на положеннях Міжнародного класифікатора хвороб, широко застосовують у більшості країн. Розрізняють такі класи ятрогенних захворювань:
1. Ятрогенії, що виникають при хірургічних захворюваннях та оперативних втручаннях, з уточненням захворювання та характеру оперативного втручання.
2. Ятрогенії, спричинені медикаментозним лікуванням.
3. Ятрогенії, спричинені профілактичними заходами.
4. Ятрогенії діагностичних заходів.
5. Смерть від наркозу, в тому числі і при премедикації.[9]

### У соціології
Іван Ілліч розподілив хвороби, як виникають внаслідок медичної діяльності, на три види:
- клінічну,
- соціальну,
- культурну ятрогенію.

Клінічна ятрогенія описує небажані наслідки для здоров'я людини набуті в лікарні, наприклад побічні дії ліків, непотрібні операцій, лікування неіснуючих хвороб, а також ускладнення та інвалідність внаслідок лікування. Сюди ж відносять страждання та хвороби від неуцтва, некомпетентності, байдужості або нечутливості медичних працівників. Соціальна ятрогенія описує процес, під час якого «медицина підтримує хворобливі стани, захворюваність в суспільстві, коли змушує людей звертатися по допомогу лікувальної, профілактичної, індустріальної та довкільної медицини» без змін у своєму житті та стані власного здоров'я. Медицина робить людей іпохондриками, які занадто згодні віддатися на милість медичних працівників, що підриває індивідуальні посили та можливості людей доглядати за собою. Культурна ятрогенія означає, що медикалізоване суспільство забирає здібність громадян «переживати реальне життя». Лікарі набувають статус священства, а політичні та соціальні проблеми переходять у розряд медичних. Спочатку, клінічна ятрогенія спотворює індивідуальну спроможність опиратися на зовнішній менеджмент. Потім, соціальна ятрогенія впливає на довкілля, зменшуючи можливості людей, родин та громади впорядковувати свій стан та довкілля. Культурна ятрогенія є третім пунктом медичного заперечення здоров'я. Вона пускає коріння, коли медичний заклад висмоктує волю людей до переживання реалій життя.

## Види ятрогеній
Останнім часом окремо стали виділятися такі види ятрогенії як:
1. Прогностична ятрогенія — порушення психіки, викликане надмірно песимістичними прогнозами лікаря щодо майбутнього пацієнта.
2. Сестрогенія — порушення, викликане необережними словами або діями медсестри.
3. Ятрофармакогенія — порушення, викликане неправильним призначенням лікарських засобів.
4. Маніпуляційна ятрогенія — порушення, викликане медичними маніпуляціями.
5. Діагностична ятрогенія — порушення, викликане неправильним або недбало вимовленим діагнозом.
6. Лабораторна ятрогенія — порушення, викликане небажанням лікаря пояснювати, відповідати на питання чи недбалим поясненням результатів діагностики.
7. Німа ятрогенія — порушення, викликане бездіяльністю і мовчанням медпрацівника.
8. Егротогенія — взаємне негативний вплив пацієнтів один на одного.
9. Егогенія — негативний вплив пацієнта на самого себе, негативне самонавіювання.
10. Інформаційна ятрогенія — розлад психіки, викликане емоційним потрясінням після прочитання або прослуховування недостовірної інформації, що надійшла від некваліфікованого фахівця.[12]

## Характерні особливості ятрогенії
При аналізі ятрогенної патології визначають такі її риси:
Медико-біологічні риси ятрогенії. Розвиток ятрогеній залежить від індивідуальних особливостей пацієнта, його реактивності, резистентності до стресу, індивідуальної реакції до дій фармацевтичних препаратів, інших методів лікування та діагностики. До медико-біологічних рис ятрогенії можна віднести добросовісну оману лікаря, що пов'язана з його недостатньою кваліфікацією, а також при введенні в лікувальну практику нових методів діагностики або лікування.
Медико-соціальні риси ятрогенії. Розвиток ятрогеній можливий через помилки в діагностиці захворювання, що пов'язані із застосуванням старого обладнання, строк використання якого закінчився. При недостатньому фінансуванні галузі охорони здоров'я такі ятрогенії вже не рідкий випадок у медичній практиці.
Правові риси ятрогенних захворювань пов'язані з необхідністю відшкодування нанесеної шкоди здоров'ю людини, внаслідок медичного втручання.

## Причини
Ятрогенні захворювання можуть бути спровоковані такими факторами:
- Необережний або умисний вплив на пацієнта словами або немовними засобами вираження, наприклад, міміка, жести.
- Поспішне інформування пацієнта про діагноз та його прогноз. Найгірше, коли виявляється, що ця інформація була помилковою.
- Яскраво виражене неуважне ставлення медичного персоналу або взагалі бездіяльність.
- Недотримання правил зберігання медичної документації.[13]
- «Егогенії» — вплив пацієнта на самого себе шляхом самонавіювання.
- «Егротогенії» — це коли пацієнти прямо або побічно впливають на стан один одного. Як показує практика, найбільш схильні до ятрогеній недовірливі пацієнти у яких проявляється емоційна нестійкість, вони легко піддаються навіюванню і сильно залежать від чужої думки.[14]

## Характеристика
Ятрогенні захворювання не мають суворих і яскраво виражених певних ознак. Це пов'язано з різноманіттям причин, що їх викликають. Якщо це ятрогенія психологічного характеру, то вона може проявлятися повною відмовою від лікування у даного лікаря або даними методами. У деяких випадках пацієнт, навпаки, починає посилено лікуватися, ходить постійно від одного спеціаліста до іншого, не обходить стороною цілителів, екстрасенсів і ворожок. Якщо ятрогенії проявляються інфекційними хворобами, то вони мають свої типові симптоми, але найчастіше важче піддаються лікуванню. Варто також пам'ятати, що бувають випадки, коли медичні працівники зовсім не винні у виникненні ятрогенії (якщо згадати самонавіювання, вплив пацієнтів один на одного). Факторів, які можуть спровокувати розвиток ятрогеній, безліч, тому і проявів багато. Найчастіше причини суб'єктивні, тому й перебіг захворювань залежить від стану психіки і всього організму в цілому. Як не дивно, сам медичний персонал може страждати такою патологією — всім відомий «синдром вигорання». 

## Розпізнавання
Коли пацієнт, проходячи курс лікування в стаціонарі з приводу якоїсь хвороби, раптом заражається інфекційною, то це відбувається внаслідок наявності збудника цієї хвороби в умовах стаціонару (внутрішньолікарняна інфекія), але часто не є свідомою ятрогенією.
Інші вимагають складних діагностичних процедур, в тому числі психологічних. Невротичні, психогенні захворювання дуже складні в діагностиці, особливо якщо ні лікар, ні сам хворий не знає про особливості індивідуальної психології.

## Лікування
Лікування проводиться в залежності від типу захворювання, його перебігу, і взагалі можливості адекватної терапії. Загалом, це дуже складний біологічний, соціальний і юридичний аспект медичної діяльності, що вимагає дуже серйозного підходу в профілактиці, лікуванні, підтримці прийнятного рівня безпеки.
Лікування ятрогенних захворювань психогенного походження дуже часто вимагає застосування сучасних способів і засобів психотерапії, включаючи гіпноз. Для усунення такого стану призначаються транквілізатори, антидепресанти та інші психотропні засоби.
Лікування ятрогенних захворювань хімічного походження вимагає застосування різних способів боротьби з гострими отруєннями, відповідного лікування лікарських хвороб.
Лікування ятрогенних захворювань фізичного походження (що виникли, наприклад, в результаті різних діагностичних і лікувальних маніпуляцій та оперативних втручань) може бути консервативним (різні види фізіотерапії, медикаментозне, санітарно-курортне лікування та ін.) Або вимагати повторного оперативного втручання, наприклад при спайковій хворобі, при хворобах оперованого шлунка тощо. Якщо в результаті медичного втручання, неправильної діагностики і терапії пацієнт отримує інше захворювання, то лікування зводиться до усунення симптомів хвороби. При призначенні лікування ятрогенних захворювань лікар повинен обов'язково враховувати психологічні особливості організму пацієнта, його соціальне оточення. У деяких важких ситуаціях може знадобитися допомога психіатра або психотерапевта.

## Прогноз
У більшості випадків лікування ятрогенних захворювань закінчується сприятливо. Залежно від виду захворювань тривалість терапії може займати від декількох тижнів до декількох місяців.
Чим раніше виявлене ятрогенне захворювання, тим ефективнішою є терапія. Є передумови зростання кількості психічних захворювань серед пацієнтів старшої вікової групи і дітей. У зв'язку з цим кожен медичний працівник повинен більш ретельно контролювати всі свої слова, жести, які стосуються пацієнта. Ретельно повинні вибиратися методи і способи лікування, медикаментозна терапія.
Після лікування, коли хворий вже одужав і виписався з лікарні, у нього може виникнути негативізм по відношенню до медичних працівників і діяльності, що стає причиною відмови від лікування або неадекватного сприйняття захворювання.

## Профілактика
Враховуючи різнобічний характер ятрогеній, можна говорити про різноманітні способи їх попередження. Щоб запобігти лікарської ятрогенії, лікар повинен добре знати вплив лікарського препарату на організм, можливість ускладнень. Здійснювати індивідуальний підбір дозування в кожному конкретному випадку. Профілактика фізичних ятрогеній повинна полягати в розумному використанні методів діагностики та показань до оперативного втручання. Під час оперативного втручання повинні використовуватися тільки перевірені техніки, які дозволяють якомога дбайливіше поводитися з органами і тканинами пацієнта. Загальною мірою профілактики можна назвати дотримання медичними працівниками лікарської етики і прояв співчуття до своїх пацієнтів. Якщо лікарі стануть трохи психологами і будуть лікувати не захворювання, а людину, то профілактика ятрогенних захворювань не буде потрібною.

## Ятрогенія у літературі
- У фінальній частині збірки оповіданні «ДНК» головний герой розмірковує про непередбачувані лікарські помилки.[джерело?]